# Хасан Минхадж
Ха̀сан Мѝнхадж (на английски: Hasan Minhaj, [ˈhʌsən ˈmɪnhɑːdʒ]) е американски актьор и телевизионен водещ.
Роден е на 23 септември 1985 година в Дейвис, щата Калифорния, в семейството на индийски имигранти мюсюлмани, баща му е химик. През 2007 година завършва политически науки в Калифорнийския университет – Дейвис, след което започва да работи като стендъп комик, включително с участия в различни телевизии. През 2014 – 2018 година работи за популярното предаване „Дейли Шоу“, а през 2018 – 2020 година води собствено предаване в „Нетфликс“.